# Манцолино (Модена)
Манцолино (итал. Manzolino) је насеље у Италији у округу Модена, региону Емилија-Ромања.
Према процени из 2011. у насељу је живело 1569 становника. Насеље се налази на надморској висини од 37 м.